# Acquavite d'uva
L'acquavite d'uva (o distillato d'uva) è un distillato di mosto d'uva.
Il distillato d'uva è diverso sia dalla grappa (che è un distillato di vinacce) che dal distillato di vino (quale il Brandy, il Cognac o l'Armagnac). L'acquavite d'uva è un prodotto intermedio, in pratica è un distillato di succo fermentato (analogia con il distillato di vino) che però contiene anche le vinacce fermentate (analogia con un distillato di vinacce).

## Storia e normativa italiana
Il Decreto ministeriale del 20 ottobre 1984 (Autorizzazione per la produzione e l'immissione sul mercato di "acquavite o distillato di uva") ne fissa le caratteristiche (su richiesta della Nonino, storica distilleria friulana produttrice di grappa), e recita che "l'acquavite o distillato di uva è ottenuta dalla distillazione del mosto fermentato di uve fresche in presenza delle parti solide dei grappoli".
In base al regolamento CEE 1576 del 1989, l'acquavite d'uva è stata categorizzata come distillato di frutta. Successivamente, il DPR 297 del 16 luglio 1997 ha definito meglio la produzione e, soprattutto, la designazione per la commercializzazione delle  bevande spiritose. tra cui ricade anche l'acquavite d'uva.

## Preparazione
L'uva intera (che può essere diraspata o non diraspata) viene sottoposta a pigiatura dopo poche ore dalla raccolta. Tale pigiato viene quindi sottoposto a fermentazione (a temperature intorno a 18-20 °C) aggiungendo mosto di avviamento contenente lieviti selezionati.
Il prodotto della fermentazione (in pratica, succo con vinacce, fatto poi fermentare normalmente) viene quindi sottoposto a distillazione (in maniera discontinua in particolari alambicchi a vapore di piccole dimensioni o in speciali apparecchi sottovuoto) e affinato all'interno di vasche di acciaio inossidabile.
Nel caso si siano utilizzate uve rosse per la preparazione dell'acquavite d'uva, si procede all'invecchiamento per almeno 6 mesi.
L'acquavite d'uva così ottenuta viene diluita con acqua distillata per portarla alla gradazione desiderata (intorno al 50% vol), quindi viene filtrata (a circa -2 °C) e imbottigliata.

## Degustazione
L'acquavite d'uva si serve generalmente fresca (ma non fredda) a fine pasto, in bicchiere classico cilindrico o in tulipano.
Rispetto alla grappa o ad un brandy, l'acquavite d'uva è tipicamente fruttata e fragrante nonché, generalmente, meno impegnativa in termini di complessità.